# Championnats d'Afrique d'escrime 2001
 (mai 2024).
Si vous disposez d'ouvrages ou d'articles de référence ou si vous connaissez des sites web de qualité traitant du thème abordé ici, merci de compléter l'article en donnant les références utiles à sa vérifiabilité et en les liant à la section « Notes et références ».
Navigation
Édition précédente Édition suivante
Les championnats d'Afrique d'escrime 2001, 5e édition des championnats d'Afrique d'escrime, ont lieu du 14 au 16 octobre 2001 au Caire, en Égypte

## Médaillés
| Épreuves           | Or                   | Argent               | Bronze                            |
| ------------------ | -------------------- | -------------------- | --------------------------------- |
| Épée               |                      |                      |                                   |
| Hommes individuel  | Yasser Mahmoud       | Ibrahim Abd El Rahim | Reginald Bopape Salhi Dhaou       |
| Hommes par équipes | Égypte               | Afrique du Sud       | Algérie                           |
| Femmes individuel  | Meriem Hayouni       | Zahra Gamir          | Mona Abdelaziz Hajer Hayouni      |
| Femmes par équipes | Tunisie              | Algérie              | Sénégal                           |
| Fleuret            |                      |                      |                                   |
| Hommes individuel  | Tamer Mohamed Tahoon | Maher Ben Aziza      | Atef Bassem Sofiène El Azizi      |
| Hommes par équipes | Égypte               | Algérie              | Afrique du Sud                    |
| Femmes individuel  | Shaima El Gammal     | wassila Redouane     | Iman Elnaby Sondes Samandi        |
| Femmes par équipes | Égypte               | Algérie              | Afrique du Sud                    |
| Sabre              |                      |                      |                                   |
| Hommes individuel  | Mohamed Rebaï        | Medhat El Bakry      | Ahmed Anwer Samir Mahmoud         |
| Hommes par équipes | Égypte               | Algérie              | Sénégal                           |
| Femmes individuel  | Samar Houssam        | Sara Yahia           | Nagoua Abdel Mooti Ouassila Yemmi |
| Femmes par équipes | Égypte               | Algérie              | Sénégal                           |